# 伊朗—科威特关系
科威特和伊朗兩國之間有著数百年的联系。 

## 20世纪
两伊战争期间，科威特支持伊拉克， 結果伊朗与科威特的关系出現惡化。伊朗方面表示若遇到科威特船隻將會攻擊。海湾战争前伊朗谴责伊拉克入侵科威特，科威特与伊朗之間的关系又有所改善。 

## 近期历史
尽管美国对科威特施壓，要求科威特與伊朗斷絕來往，但科威特继续与伊朗保持友好关系。2016年沙特驻伊朗外交使领馆遭到袭击後，科威特拒绝追隨沙特阿拉伯與伊朗斷交，而是繼續與伊朗維持外交关系，不過科威特和伊朗的外交關係級別降低，並且科威特宣布召回科威特驻伊朗大使。
美國退出聯合全面行動計畫后，科威特依舊与伊朗維持外交关系 。 
2019冠状病毒病疫情期间，科威特向伊朗提供了1000万美元的人道主义援助。 
2022年8月15日，科威特重新向伊朗派驻大使，两国关系提升至大使级。